# Carícies
Carícies és una pel·lícula catalana dirigida per Ventura Pons i estrenada el 1997. Basada en «Reigen» («La ronda») d'Arthur Schnitzler, parla de temes com les relacions de parella o de família a través de personatges que s'enfronten a sentiments intensos que no aconsegueixen materialitzar-se en carícies.

## Argument
Barcelona serveix d'escenari dels onze diàlegs i discussions en els quals els successius personatges descobreixen episodis de les seves vides, les seves pors, desitjos i frustracions. Comença amb la violenta baralla d'un matrimoni. A continuació la dona es troba amb la seva mare que està començant a sentir la senilitat i es posen d'acord que és millor internar-la en una residència d'avis. Allà li explica la seva companya d'habitació lesbiana com es va quedar embarassada sent jove. Després la companya visitarà el seu germà que és un sense llar pertorbat que l'odia per haver-se embolicat amb la seva esposa en el passat. Després de la trobada el captaire és atracat per un jove drogoaddicte. Posteriorment, el noi que viu en l'ombra del seu germà mort parla amb el seu pare amb el qual sembla tenir una estranya relació. Més tard el pare trenca amb la seva amant a l'estació de tren. Ella visitarà el seu pare amb qui no s'entén. I el pare després té una trobada amb el seu jove amant, després de la qual el jove soparà amb la seva mare. Es tanca el cicle quan el veí, el marit de la primera escena ve a demanar-li una mica d'oli i la mare li cura les ferides de la baralla.

## Repartiment[2]
- David Selvas: Home jove
- Laura Conejero: Dona jove
- Julieta Serrano: Dona gran
- Montserrat Salvador: Dona vella
- Agustín González: Home vell
- Naím Thomas: Nen
- Sergi López: Home
- Mercè Pons: Noia
- Jordi Dauder: Home gran
- Roger Coma: Noi
- Rosa Maria Sardà: Dona

## Crítica
- Té una bellesa estàtica de cinema experimental"[3]
- "11 històries d'amor, desamor i simple afecte. Tan irregular com vibrant, tan inaudita com vivificadora[4]